# Парцелација
Парцелација је геодетска радња којом се на једној катастарској парцели образује већи број мањих парцела, које могу бити пољопривредне или грађевинске парцеле, на начин и под условима утврђеним законом и урбанистичким пројектом.
Парцелација може настати као посљедица права насљедства, гдје се у немогућности равномјерне подјеле међу насљедницима врши подјела непокретности, на законом утврђен начин. Када се договором обухваћених страна о примању свога дјела права на непокрентност/и која се дјели/ле, тада излази геометар који врши подјелу парцеле. То је је један од најчешћих примјена парцелације.
Парцелација се може извшрти и на позив власника одређене парцеле. Извршава се на захјтев власника земљишта од стране надлежног државног органа. 
Парцелација се врши и као претходна радња претварању неграђевинског земљишта у грађевинско земљиште и његове диобе због изградњи грађевинских објеката.
Парцелација је може и вршити у случају додјеле земљишта расељеним лицима (примјер тзв. колонизација Војводине послије завшретка II свјетског рата), као и у сврху свеобухватних урбанистичких планова (нпр. планирање изградње и уређења новог дијела града).

## Препарцелација
Препарцелација је обрнути процес од парцелације. Представља геодетску радњу којом се на већем броју катастарских парцела образује једна или више грађевинских парцела, на начин и под условима утврђеним у урбанистичком пројекту.